# Christoph Reichard
Christoph Reichard (* 1941) ist ein deutscher Wirtschaftswissenschaftler.

## Leben
Er studierte BWL an der FU Berlin und promovierte an der Albert-Ludwigs-Universität Freiburg. Von 1973 bis 1994 lehrte er als Professor für öffentliche Betriebswirtschaftslehre an der Fachhochschule für Verwaltung und Rechtspflege (FHVR) Berlin und 1994 bis 1997 an der Fachhochschule für Technik und Wirtschaft (FHTW) Berlin. Er war von 1997 bis 2006 Inhaber des Lehrstuhls für Betriebswirtschaftslehre mit dem Schwerpunkt Öffentliche Verwaltungen/Unternehmungen (Public Management) an der Universität Potsdam.

## Schriften (Auswahl)
- Managementkonzeption des öffentlichen Verwaltungsbetriebes. Berlin 1973, ISBN 3-428-02970-4.
- Umdenken im Rathaus. Neue Steuerungsmodelle in der deutschen Kommunalverwaltung. Berlin 1994, ISBN 3-89404-723-2.
- mit Frieder Naschold und Werner Jann: Innovation, Effektivität, Nachhaltigkeit. Internationale Erfahrungen zentralstaatlicher Verwaltungsreform. Berlin 1999, ISBN 3-89404-736-4.
- mit Manfred Röber: Ausbildung der Staatsdiener von morgen. Bestandsaufnahme – Reformtendenzen – Perspektiven. Berlin 2012, ISBN 978-3-8360-7240-3.